# Nationaal park Sirmilik
Het Nationaal park Sirmilik (Engels: Sirmilik National Park) is een nationaal park in Canada. Het ligt in het noordoosten van het territorium Nunavut en omvat de noordelijke tip van Baffineiland en het grootste deel van Byloteiland in het noorden van Canada, boven de poolcirkel aan de Noordelijke IJszee en Baffinbaai.
Sirmilik is Inuktitut en betekent de plaats van de gletsjers. De eerste bescherming van het gebied dateert uit 1965 toen het huidige park een vogelreservaat werd, in beheer van de Canadian Wildlife Service. Het werd een 22.200 km² groot nationaal park in 2001.
Het park is de habitat qua fauna van beloega's, narwals, zeeroofdieren, walrussen, kariboes, poolvossen, poolhazen, poolwolven en ijsberen. De grote kolonies vogels omvatten onder meer sneeuwganzen, kortbekzeekoeten en drieteenmeeuwen. 10% van het park is drasland waar qua flora noordse zegge, Scheuchers wollegras, veenpluis, dupontia fischeri, arctagrostis latifolia, pleuropogon sabinei en vele mossen voorkomen. In de rest van het park groeit arctische dophei, dryas integrifolia, kruipende klaproos, alpenzuurkruid maar ook hier vele grassen als arctagrostis latifolia, alpenvossenstaart (Alopecurus alpinus), arctisch beemdgras en sneeuwveldbies en struiken als arctische wilg (Salix arctica) en rijsbes.